# Badminton nos Jogos Europeus de 2015 - Individual masculino
O evento individual masculino do badminton nos Jogos Europeus de 2015 foi disputado na Arena de Baku, em Baku, no Azerbaijão. A prova foi realizada entre os dias 22 a 28 de junho de 2015.

## Calendário
Horário de verão do Azerbaijão (UTC+5).
| Data        | Horário | Fase             |
| ----------- | ------- | ---------------- |
| 22 de junho | 09:00   | Primeira rodada  |
| 23 de junho | 09:00   | Segunda rodada   |
| 24 de junho | 09:00   | Terceira rodada  |
| 25 de junho | 10:00   | Oitavas de final |
| 26 de junho | 10:00   | Quartas de final |
| 27 de junho | 10:00   | Semifinal        |
| 28 de junho | 12:00   | Final            |

## Medalhistas
| Ouro   | ESP Pablo Abián                        |
| Prata  | DEN Emil Holst                         |
| Bronze | GER Dieter Domke LTU Kęstutis Navickas |

## Cabeça-de-chave
Os cabeças-de-chaves para todos os eventos de badminton nos Jogos Europeus de 2015 foram anunciadas em 29 de maio.
| 1. IRL Scott Evans 2. ISR Misha Zilberman 3. ESP Pablo Abián 4. NED Eric Pang | 1. CZE Petr Koukal 2. AUT Luka Wraber 3. RUS Vladimir Malkov 4. DEN Emil Holst |

## Resultados
Os sorteios da fase de grupos foram realizados em 2 de junho.

### Fases de grupos
| Atleta                     | J | V | D | SG | SP | DS |
| -------------------------- | - | - | - | -- | -- | -- |
| IRL Scott Evans            | 3 | 3 | 0 | 6  | 1  | +5 |
| BEL Yuhan Tan              | 3 | 2 | 1 | 5  | 2  | +3 |
| HUN Gergely Krausz         | 3 | 1 | 2 | 2  | 4  | -2 |
| GRE Georgios Charalambidis | 3 | 0 | 3 | 0  | 6  | -6 |

| Atleta                | J | V | D | SG | SP | DS |
| --------------------- | - | - | - | -- | -- | -- |
| ISR Misha Zilberman   | 3 | 3 | 0 | 6  | 0  | +6 |
| ITA Rosário Maddaloni | 3 | 2 | 1 | 4  | 2  | +2 |
| AZE Kanan Rzayev      | 3 | 1 | 2 | 2  | 4  | -2 |
| MLT Samuel Cali       | 3 | 0 | 3 | 0  | 6  | -6 |

| Atleta           | J | V | D | SG | SP | DS |
| ---------------- | - | - | - | -- | -- | -- |
| GER Dieter Domke | 3 | 2 | 1 | 4  | 2  | +2 |
| ESP Pablo Abián  | 3 | 2 | 1 | 4  | 2  | +2 |
| SLO Iztok Utroša | 3 | 1 | 2 | 2  | 4  | -2 |
| EST Raul Must    | 3 | 1 | 2 | 2  | 4  | -2 |

| Atleta                | J | V | D | SG | SP | DS |
| --------------------- | - | - | - | -- | -- | -- |
| LTU Kęstutis Navickas | 3 | 3 | 0 | 6  | 1  | +5 |
| BUL Blagovest Kisyov  | 3 | 2 | 1 | 5  | 2  | +3 |
| NED Eric Pang         | 0 | 0 | 0 | 0  | 0  | 0  |
| UKR Dmytro Zavadsky   | 0 | 0 | 0 | 0  | 0  | 0  |

| Atleta            | J | V | D | SG | SP | DS |
| ----------------- | - | - | - | -- | -- | -- |
| CZE Petr Koukal   | 3 | 3 | 0 | 6  | 0  | +6 |
| TUR Emre Vural    | 3 | 2 | 1 | 4  | 3  | +1 |
| SUI Mathias Bonny | 3 | 1 | 2 | 2  | 4  | -2 |
| SRB Igor Bjelan   | 3 | 0 | 3 | 1  | 6  | -5 |

| Atleta                 | J | V | D | SG | SP | DS |
| ---------------------- | - | - | - | -- | -- | -- |
| POL Michał Rogalski    | 3 | 3 | 0 | 6  | 0  | +6 |
| AUT Luka Wraber        | 3 | 2 | 1 | 4  | 2  | +2 |
| BLR Vladzislav Kushnir | 3 | 1 | 2 | 2  | 4  | -2 |
| LAT Reinis Krauklis    | 3 | 0 | 3 | 0  | 6  | -6 |

| Atleta              | J | V | D | SG | SP | DS |
| ------------------- | - | - | - | -- | -- | -- |
| RUS Vladimir Malkov | 3 | 3 | 0 | 6  | 0  | +6 |
| FIN Eetu Heino      | 3 | 2 | 1 | 4  | 3  | +1 |
| ISL Kari Gunnarsson | 3 | 1 | 2 | 3  | 4  | -1 |
| SVK Jarolim Vicen   | 3 | 0 | 3 | 0  | 6  | -6 |

| Atleta                 | J | V | D | SG | SP | DS |
| ---------------------- | - | - | - | -- | -- | -- |
| DEN Emil Holst         | 3 | 3 | 0 | 6  | 1  | +5 |
| CRO Zvonimir Đurkinjak | 3 | 2 | 1 | 5  | 3  | +2 |
| FRA Lucas Corvée       | 3 | 1 | 2 | 3  | 4  | -1 |
| POR Ricardo Silva      | 3 | 0 | 3 | 0  | 6  | -6 |

### Fase eliminatória
| Oitavas de final | Oitavas de final | Oitavas de final | Oitavas de final | Oitavas de final |  |  | Quartas de final | Quartas de final        | Quartas de final | Quartas de final | Quartas de final |  |  | Semifinal | Semifinal      | Semifinal | Semifinal | Semifinal |  |  | Final | Final       | Final | Final | Final |
|                  |                  |                  |                  |                  |  |  |                  |                         |                  |                  |                  |  |  |           |                |           |           |           |  |  |       |             |       |       |       |
| 1                | IRL S Evans      | 21               | 21               |                  |  |  |                  |                         |                  |                  |                  |  |  |           |                |           |           |           |  |  |       |             |       |       |       |
|                  | BUL B Kisyov     | 6                | 13               |                  |  |  | 1                | IRL S Evans             | 17               | 14               |                  |  |  |           |                |           |           |           |  |  |       |             |       |       |       |
| 8                | DEN E Holst      | 21               | 21               |                  |  |  | 8                | DEN E Holst             | 21               | 21               |                  |  |  |           |                |           |           |           |  |  |       |             |       |       |       |
|                  | ITA R Maddaloni  | 16               | 16               |                  |  |  |                  |                         |                  |                  |                  |  |  | 8         | DEN E Holst    | 21        | 21        |           |  |  |       |             |       |       |       |
|                  | GER D Domke      | 21               | 21               |                  |  |  |                  |                         |                  |                  |                  |  |  |           | GER D Domke    | 14        | 15        |           |  |  |       |             |       |       |       |
|                  | FIN E Heino      | 17               | 14               |                  |  |  |                  | GER D Domke             | 21               | 18               | 21               |  |  |           |                |           |           |           |  |  |       |             |       |       |       |
| 5                | CZE P Koukal     | 21               | 21               |                  |  |  | 5                | CZE Petr KoukalP Koukal | 18               | 21               | 17               |  |  |           |                |           |           |           |  |  |       |             |       |       |       |
| 6                | AUT L Wraber     | 12               | 16               |                  |  |  |                  |                         |                  |                  |                  |  |  |           |                |           |           |           |  |  | 8     | DEN E Holst | 12    | 21    |       |
|                  | BEL Y Tan        | 21               | 21               |                  |  |  |                  |                         |                  |                  |                  |  |  |           |                |           |           |           |  |  | 3     | ESP P Abián | 21    | 23    |       |
|                  | POL M Rogalski   | 11               | 16               |                  |  |  |                  | BEL Y Tan               | 14               | 6                |                  |  |  |           |                |           |           |           |  |  |       |             |       |       |       |
|                  | TUR E Vural      | 11               | 13               |                  |  |  |                  | LTU K Navickas          | 21               | 21               |                  |  |  |           |                |           |           |           |  |  |       |             |       |       |       |
|                  | LTU K Navickas   | 21               | 21               |                  |  |  |                  |                         |                  |                  |                  |  |  |           | LTU K Navickas | 22        | 16        | 13        |  |  |       |             |       |       |       |
| 3                | ESP P Abián      | 25               | 19               | 21               |  |  |                  |                         |                  |                  |                  |  |  | 3         | ESP P Abián    | 20        | 21        | 21        |  |  |       |             |       |       |       |
| 7                | RUS V Malkov     | 23               | 21               | 15               |  |  | 3                | ESP P Abián             | 21               | 21               |                  |  |  |           |                |           |           |           |  |  |       |             |       |       |       |
|                  | CRO Z Đurkinjak  | 13               | 21               | 21               |  |  |                  | CRO Z Đurkinjak         | 12               | 13               |                  |  |  |           |                |           |           |           |  |  |       |             |       |       |       |
| 2                | ISR M Zilberman  | 21               | 18               | 11               |  |  |                  |                         |                  |                  |                  |  |  |           |                |           |           |           |  |  |       |             |       |       |       |